# Max Caflisch
Max Caflisch (né le 25 octobre 1916 à Winterthour et décédé le 3 mars 2004) est un enseignant, typographe et designer graphique suisse d'une grande érudition. Il était un spécialiste reconnu des caractères latins.

## Enseignement
Il enseigne tout d'abord la typographie dans une école professionnelle à Bâle (1941–42), puis de 1962 à 1981 dirige le cursus de graphisme à l'école des Arts décoratifs de Zurich, où il enseigne également la typographie.
Il est également intervenant extérieur à l'école technique de l'industrie graphique de Zurich de 1973 à 1978.

## Conseil
- IBM, 1962–66
- Bauersche Gießerei, Francfort-sur-le-Main 1965–66
- Hell, Kiel, 1972–89
- Adobe Systems Inc., depuis 1990

## Publications
- (de) William Morris, der Erneuerer der Buchkunst. Berne, 1959
- (en + de) Typomundus 20. A project of the International Center for the Typographic Arts. A collection of the most significant typography of the 20th century. Texte de Max Caflisch et Hans Neuburg :
  - New York, Reinhold Pub.,
  - Londres, Studio Vista Ltd.,
  - Ravensburg, Otto Maier Verlag 1964, 1966.
- (de) Fakten zur Schriftgeschichte. Zurich, 1973
- (de) Schrift und Papier. Grellingen, 1973
- (de) Typographie braucht Schrift. Kiel, 1978
- (de) Max Caflisch. Typographia practica. Hambourg, 1988
- (de) Schriftanalysen. Saint-Gall, 2003 (édition de Jost Hochuli, 2 tomes)  (ISBN 3-908151-33-3)
- (fr) Petits jeux avec les ornements, éditions du Jobet, 98 pages, Rennes, 2009. Version française de Kleines Spiel mit Ornamenten, Zurich, 1965.

## Caractères
- Max Caflisch a dessiné un seul caractère, le Columna (1958).
- Le Caflisch Script a été créé par le typographe américain Robert Slimbach à partir de l'écriture manuscrite de Caflisch.